# 阮福綿𡧽
阮福綿𡧽（越南语：／；1836年5月20日—1888年7月15日），越南阮朝明命帝第七十二子，生母貴人杜氏心。

## 生平
明命十七年四月初六日（1836年5月20日），阮福綿𡧽在順化皇城出生。年少好學。嗣德五年（1852年）二月，受封為建豐郡公（越南语：／）。同慶三年六月初七日（1888年7月15日），阮福綿𡧽去世，壽五十三歲，賜諡恭亮。葬於承天府香水縣，在香茶縣富春總春安邑建祠祭祀。

## 子女
阮福綿𡧽有12子9女。後裔按御賜白字部起名。
- 四子阮福洪皭，襲封畿外侯。
- 五子阮福洪𤾫[3]，過繼給同母兄保安郡公阮福綿客為嗣，改名阮福洪益，襲封畿外侯。